# Fagocytos

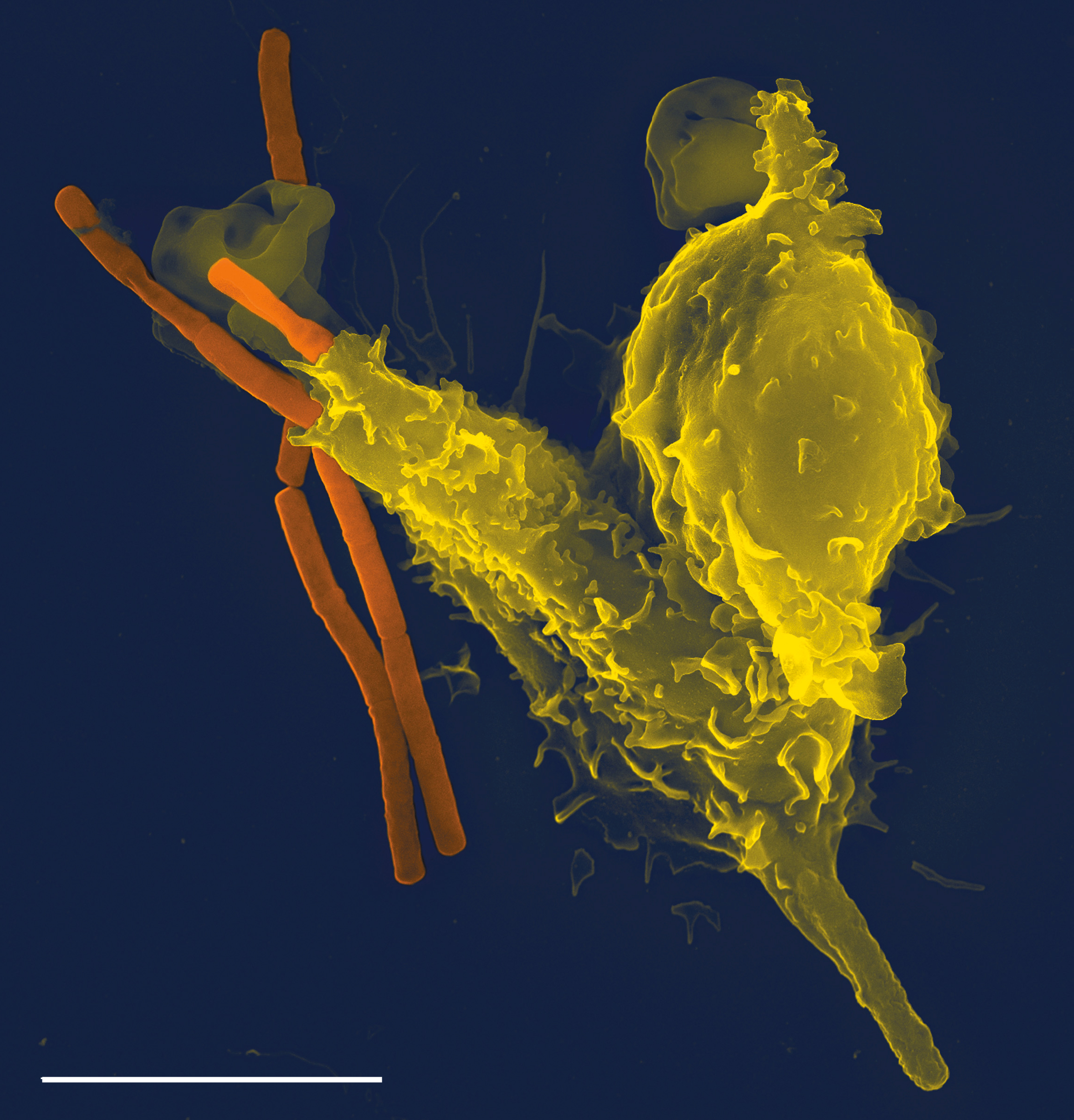
Svepelektronmikroskopbild av en neutrofil granulocyt som fagocyterar en Bacillus anthracis (orange), som är den bakterie som orsakar mjältbrand.

Fagocytos (bokstavligen "cellätande") är en form av endocytos där stora näringspartiklar innesluts av veck bildade av cellmembranet hos en (vanligen större) cell. Partiklarna internaliseras som fagosom eller "näringsvakuol". Sådant som förhindrar eller motverkar fagocyter kallas antifagocytiskt.
I djurceller utförs fagocytos av specialiserade celler kallade fagocyter som för bort främmande ämnen och motverkar infektioner. I ryggradsdjur omfattar fagocyterna även blodceller som makrofager och granulocyter. Exempel på ämnen som kan fagocyteras är bakterier, död cellvävnad och små mineralpartiklar. Elakartade bakterier måste ofta omslutas av antikroppar innan de kan konsumeras. När patogena bakterier som lepra och tuberkulos internaliseras genom fagocytos blir de resistenta genom de fagocyter som upptagit dem. 